# Angarotipula laetipennis
Angarotipula laetipennis är en tvåvingeart som först beskrevs av Alexander 1935.  Angarotipula laetipennis ingår i släktet Angarotipula och familjen storharkrankar. Inga underarter finns listade i Catalogue of Life.